# Île de Garganellu
L'île de Garganellu est une îlot inhabité de Corse
Proche de l'île de Gargalo, elle s'étend sur 0,53 km de longueur. Elle appartient administrativement à Osani.